# Hengyang
Hengyang (chinesisch 衡阳市, Pinyin Héngyáng Shì) ist eine bezirksfreie Stadt in der chinesischen Provinz Hunan. Sie liegt am Xiang Jiang. Administrativ ist Hengyang in fünf Stadtbezirke, fünf Kreise und zwei kreisfreie Städte gegliedert. Hengyang hat eine Fläche von 15.303 km² und 6.645.243 Einwohner (Stand: Zensus 2020).

## Administrative Gliederung
Auf Kreisebene setzt sich Hengyang aus fünf Stadtbezirken, fünf Kreisen und zwei kreisfreien Städten zusammen. Diese sind (Stand: Ende 2018):
- Stadtbezirk Yanfeng (雁峰区), 83 km², 256.500 Einwohner, Zentrum, Sitz der Stadtregierung;
- Stadtbezirk Zhuhui (珠晖区), 211 km², 397.900 Einwohner;
- Stadtbezirk Shigu (石鼓区), 105 km², 280.200 Einwohner;
- Stadtbezirk Zhengxiang (蒸湘区), 112 km², 374.000 Einwohner;
- Stadtbezirk Nanyue (南岳区), 179 km², 70.800 Einwohner;
- Kreis Hengyang (衡阳县), 2.558 km², 1.048.800 Einwohner, Hauptort: Großgemeinde Xidu (西渡镇);
- Kreis Hengnan (衡南县), 2.622 km², 927.000 Einwohner, Hauptort: Großgemeinde Yunji (云集镇);
- Kreis Hengshan (衡山县), 936 km², 370.400 Einwohner, Hauptort: Großgemeinde Kaiyun (开云镇);
- Kreis Hengdong (衡东县), 1.926 km², 615.200 Einwohner, Hauptort: Großgemeinde Chengguan (城关镇);
- Kreis Qidong (祁东县), 1.871 km², 969.700 Einwohner, Hauptort: Großgemeinde Hongqiao (洪桥镇);
- Stadt Changning (常宁市), 2.052 km², 805.000 Einwohner;
- Stadt Leiyang (耒阳市), 2.649 km², 1.127.900 Einwohner.

## Verkehr
Hengyang ist Ausgangspunkt der Neubaustrecke Huaihua–Hengyang, geeignet für Mischverkehr, die Ende 2018 eröffnet wurde und den Verkehr mit bis zu 880 m langen Güterzügen von 4000 t Gewicht zulässt. Im Personenverkehr ist sie mit 200 km/h Höchstgeschwindigkeit befahrbar.

## Söhne und Töchter der Stadt
- Wang Fuzhi (1619–1692), Philosoph
- Dong Bin (* 1988), Dreispringer